# راجر فراپیر
راجر فراپیر (انگلیسی: Roger Frappier؛ زادهٔ ۱۴ آوریل ۱۹۴۵) فیلم‌نامه‌نویس، کارگردان، تدوین‌گر، بازیگر و تهیه‌کننده اهل کانادا است.
او به‌عنوان تهیه‌کننده در فیلم‌هایی نظیر نیمه تاریک قلب (۱۹۹۲)، کیهان (۱۹۹۶)، لیورپول (۲۰۱۲)، و قدرت سگ (۲۰۲۱) حضور داشته است.
وی همچنین برندهٔ جوایزی همچون جایزه جینی و جایزهٔ گلدن گلوب شده است.
فراپیر به همراه جین کمپیون، تانیا سقاچیان، امیل شرمن، و این کنینگ برای فیلم قدرت سگ در نود و چهارمین دوره جوایز اسکار نامزد بهترین فیلم شد.